# Felipe Hernández
Felipe Antonio Hernández Sanhueza (Curicó, Chile, 10 de mayo de 1988). Jugador nacido en Colo-Colo en las divisiones inferiores del club, subió al primer equipo el año 2007, enfrentando en un partido amistoso al Universidad de Chile, el cual terminó empatado 1-1. Se desempeñó como defensa central, lateral derecho y medio centro defensivo y estuvo preseleccionado para las clasificatorias con miras al mundial sub-17 masculino.
Su único club en divisiones menores fue Colo-Colo, en el que jugó desde los 13 años. Además fue parte del filial Colo-Colo B, que participó de la tercera división del fútbol chileno, donde compartió con jugadores como Rafael Caroca, Ariel Salinas, Bastián Arce, Raúl Olivares, entre otros.
Luego de abandonar Colo-Colo, es contratado por Deportes Puerto Montt de la Primera División B de Chile, partiendo al año siguiente a Rangers de Talca. Se caracteriza por ser un defensa rápido y de un regular rendimiento. En 2011 llega a Magallanes y el 2012 recala en Curicó Unido, equipo de su ciudad natal.

## Clubes
| Club                  | País  | Año       |
| --------------------- | ----- | --------- |
| Colo Colo             | Chile | 2006-2008 |
| Deportes Puerto Montt | Chile | 2009      |
| Rangers de Talca      | Chile | 2010      |
| Magallanes            | Chile | 2011      |
| Curicó Unido          | Chile | 2012-2016 |

## Palmarés

### Campeonatos nacionales
| Título           | Club      | País  | Año    |
| ---------------- | --------- | ----- | ------ |
| Primera División | Colo-Colo | Chile | 2006-C |